# Nathalie Krause
Nathalie Olivia Cathrine Krause (15. april 1884 i København - 1. september 1953 i Skodsborg) var en dansk skuespiller, datter af kgl. kapelmusikus Olivo Krause og hustru Helga Nathalie Neubert.
Gift i 1920 med skuespilleren og teaterdirektøren Adam Poulsen.

## Filmografi
- Du skal ære - (1918)
- Lægen (1918)
- Frøken Theodor (1918)
- Had og Kærlighed (1918)
- I Spionklør (1917)
- Et Expres-Giftermaal (1917)
- Hvem er hun? (1916)
- Lejla (1914)
- Vingeskudt (1913)
- Luftskipperen (1913)
- Brændemærket (1913)